# Twelve Canoes
Pour plus de détails, voir Fiche technique et Distribution.
Twelve Canoes est un film australien réalisé par Rolf de Heer et Molly Reynolds, sorti en 2009.

## Fiche technique
- Titre français : Twelve Canoes
- Réalisation : Rolf de Heer et Molly Reynolds
- Pays d'origine : Australie
- Format : Couleurs - 35 mm
- Genre : documentaire
- Durée : 66 minutes
- Date de sortie : 2009